# Islands ambassadører i Albanien
Islands første ambassadør i Albanien var Ingvi S. Ingvarsson i 1978. Islands nuværende ambassadør i Albanien er Guðmundur Árni Stefánsson. Island har ikke nogen ambassade i Albanien.

## Liste over ambassadører
| # | Navn                        | Tid               | Slut på mission  |
| - | --------------------------- | ----------------- | ---------------- |
| 1 | Ingvi S. Ingvarsson         | 29 september 1978 | 2 april 1983     |
| 2 | Benedikt Sigurðsson Gröndal | 2 april 1983      | 13 februar 1988  |
| 3 | Þórður Einarsson            | 13 februar 1988   | 1 februar 1991   |
| 4 | Hörður H. Bjarnason         | 25 februar 1997   | 17 oktober 2001  |
| 5 | Svavar Gestsson             | 17 oktober 2001   | 28 juni 2007     |
| 6 | Guðmundur Árni Stefánsson   | 28 juni 2007      | 21 november 2013 |
| 7 | Gunnar Gunnarsson           | 21 november 2013  |                  |